# گودهوپ، شهرستان ماریون، میسیسیپی
گودهوپ (به انگلیسی: Good Hope) یک منطقهٔ مسکونی در ایالات متحده آمریکا است که در شهرستان ماریون، میسیسیپی واقع شده‌است. گودهوپ ۱۱۱٫۸۶ متر بالاتر از سطح دریا قرار دارد.